# Katalozi objekata dalekog svemira
Iako mali broj objekata dalekog svemira, i to uglavnom oni najsvjetliji, ima svoje vlastito ime, velika većina ih ima tek oznaku kataloga kojem pripadaju i kataloški broj.

## Charles Messier i Messierov katalog
Charles Messier, francuski astronom iz 18. stoljeća, prvi je sastavio katalog nebeskih maglica, kako su tada zajedničkim imenom zvali sve nezvjezdane objekte noćnog neba. Messier je, zapravo, tražio komete, a razne maglice bile su mu samo smetnja u obavljanju njegovog primarnog zadatka. Originalni Messierov katalog sadržavao je tek 30-ak objekata, dok su ostali objekti nadodani kasnije. Posljednji objekt u Messierovom katalogu nosi naziv Messier 110.
Iako star preko 2 stoljeća, Messierov se katalog i danas koristi i to iz razloga što sadrži veliku većinu difuznih objekata vidljivih s umjerenih zemljopisnih širina (dakle oko 45°) sjeverne polutke. Gotovo svaki astronom amater započinje upoznavanje s noćnim nebom preko Messierovog kataloga. Svih 110 objakata mogu se vidjeti uz pomoć teleskopa s promjerom objektiva od 6 inča (oko 15 cm), pa i uz određeno svjetlosno zagađenje. Neki iskusniji astronomi amateri uspjeli su pronaći sve objekte iz Messierovog kataloga i uz pomoć 2.4 inčnog (oko 6 cm) refraktora, a u idealnim uvjetima, daleko od svih izvora svjetlosnog zagađenja, te uz dobar vid, isti pothvat je izvediv i uz pomoć dvogleda 8 x 50.
Krajem ožujka i početkom travnja moguće je u jednoj noći vidjeti sve Messierove objekte, pa se u to doba godine organiziraju natjecanja, tzv. Messierovi maratoni. Počevši od 1995. godine, održava se u Višnjanu u Istri i Messierov Maraton Višnjan - Rušnjak, a organizator je Višnjanska zvjezdarnica, najpoznatija zvjezdarnica u ovom dijelu svijeta.

## Opći katalozi: NGC i IC
Pored Messierovog kataloga, danas je najčešće u upotrebi New General Catalogue (NGC) koji je 1888. sastavio John L. E. Dreyer, a koji je dopunio prijašnja promatranja drugih astronoma. NGC sadrži 7840 objekata svih vrsta poredanih po rektascenziji (prema koordinatama iz 1860. godine). Prethodio mu je Opći katalog maglica i skupova (GC) Johna Herschela iz 1864. godine.
Otkriće novih objekata natjerala su Dreyera proširiti svoj katalog, pa 1895. objavljuje Index Catalogues (IC) s još 1529 objekata. Drugo izdanje ovog kataloga izišlo je 1905. godine i sadržavalo je 5386 objekata. Tri Dreyerova kataloga sadrže sveukupno 13 226 objekata.

## Specijalizirani katalozi
Pored ova tri kataloga koja u sebi sadrže objekte svih vrsta, postoji veliki broj kataloga specijaliziranih samo za pojedine vrste objekata. Ovi katalozi imaju veliki broj zajedničkih objekata, pa neki nebeski objekti imaju po desetak i više naziva. Primjer je najsjajnija galaktika u skupu Virgo, među astronomima amaterima poznata kao Messier 87, naziva se još i NGC 4486, Virgo A, 3C 274, 1ES 1228+126, 87GB 122819.0+124029, IRAS 12282+1240 uz još desetak naziva. Neki od poznatijih specijaliziranih kataloga su (redom prema vrstama objekata):

### Otvoreni skupovi
- Bas (Basel): sadrži 20 otvorenih skupova
- Be (Berkeley): 90 skupova s brojevima između 1 i 104
- Bi, Biur (Biurkan): 13 skupova
- Bo (Bochum): 14 skupova
- Cr (Collinder): 471 skup, uključuje i poznatu 'Vješalicu' (eng: Coathenger, Cr 399)
- Cz (Czernik): 45 skupova
- Do (Dolidze): 47 skupova
- DoDz (Dolidze/Dzimselejsvili): 11 skupova
- Haf (Hafner): 26 skupova
- K (King): 26 skupova
- L (Lynga): 15 skupova
- Mrk (Markarian): najpoznatiji je Mrk 6 u Kasiopeji
- Mel (Melotte): 245 skupova, u koje spada i asterizam oblika slova Y u Berenikinoj kosi (Melotte 111)
- Pi (Pismis): 26 skupova od kojih su zadnja dva kuglasti
- Ro (Roslund): 7 skupova
- Ru (Ruprecht): 176 skupova
- St (Stock): 24 skupa, najuočljiviji je Stock 2 između Kasiopeje i Perzeja
- Tom (Tombaugh): 5 otvorenih skupova Clyvea Tombaugha, astronoma koji je otkrio patuljasti planet Pluton
- Tr (Trumpler): Tr 1 u Kasiopeji (kod M 103) vidljiv je u malom dvogledu
- vdB-Ha, BH (van den Bergh-Hagen): skupovi iz južnog Mliječnog Puta

### Kuglasti skupovi
- Arp: kuglasti skupovi u našoj Galaksiji
- Pal (Palomar): 15 vrlo slabih kuglastih skupova
- Ter (Terzan): 11 kuglastih skupova skrivenih iza galaktičkog centra, vidljivih u infracrvenom

### Dvojnei višestruke zvijezde
- Sigma, Struve: najpoznatiji katalog dvojnih i višestrukih zvijezda
- Win, WNC, Winnecke: 7 dvojnih zvijezda, uključujući i Messier 40.

### Planetne maglice
- PK (Perek-Kohoutek): Katalog svih planetnih maglica u našoj galaksiji poznatih 1964. godine.

### Difuzne maglice
- Ced (Cederblad): Katalog svijetlih difuznih galaktičkih maglica, više od 200 maglica
- Gum: pregled H II područja južnog neba
- Sh2 (Sharpless): katalog galaktičkih emisijskih difuznih maglica
- vdB (van den Bergh): katalog galaktičkih refleksijskih difuznih maglica

### Tamne maglice
- B (Bernard): katalog sadrži 349 tamnih maglica
- LDN (Lynds, Catalogue of Dark Nebulae): katalog tamnih maglica

### Galaksije
- UGC (Uppsalski opći katalog galaktika): 12921 galaksija
- PGC (Katalog glavnih galaksija)

### Skupovi galaksija
- Abell: bogati skupovi galaksija

### Kvazari
- 3C: Messier 87 ujedno je i 3C 274